# Cesare Costa
Cesare Costa (Pievepelago, 2 agosto 1801 – Modena, 9 gennaio 1876) è stato un architetto italiano.
Attivo principalmente in provincia di Modena, è noto per aver progettato nel 1851 il teatro municipale di Reggio nell'Emilia.

## Biografia
Dopo aver intrapreso gli studi al collegio di Mirandola, s'iscrisse alla facoltà d'ingegneria all'Università di Modena laureandosi a pieni voti nel giugno 1822. Dopo aver insegnato a Carpi, fu assunto dall'ateneo modenese e distaccato alla scuola dei Pionieri. Nel 1848 gli fu conferita la cattedra di matematica, incarico che mantenne sino alla pensione. Accanto all'attività scolastica, Costa aveva intrapreso nel 1844 anche la carriera da architetto grazie al progetto, assegnatogli dal duca Francesco IV, per la realizzazione di uno stabile che avrebbe ospitato un caffè ed alcune abitazioni private. Nel 1851 fu incaricato della progettazione del nuovo teatro di Reggio, dopo che quello settecentesco della Cittadella era bruciato nell'aprile dello stesso anno.
Dopo l'incarico a Reggio gli furono affidati altri progetti, come quello per la costruzione del cimitero di San Cataldo a Modena, quello della chiesa di San Celestino a Castelnuovo Rangone e della chiesa Plebana di Santa Maria Assunta a Pievepelago.

## Opere
- Facciata casa Tivoli, Mirandola (1835)
- Clinica medica per le donne, Modena (1835)
- Chiesa di San Vincenzo, Saliceto Panaro, Modena (1836)
- Chiesa della Vistazione della Beata Vergine Maria, Tramuschio, Mirandola (1836)
- Lavori interni, chiesa di San Bartolomeo, Modena (1836-1839)
- Lavori interni, duomo di Modena (1840)
- Casa Camurana, Medolla (1840)
- Chiesa e cappella dello stabilimento dei poveri, Saliceta San Giuliano, Modena (1840)
- Facciata e coro, chiesa dei SS. Nazario e Celso, Vignola (1840)
- Fabbrica, Cividale, Mirandola (1840-1850)
- Chiesa-santuario di San Geminiano, Cognento, Modena
- Teatro municipale, Reggio nell'Emilia (1851)
- Cimitero di San Cataldo, Modena (1854-1858)
- Chiesa di San Celestino, Castelnuovo Rangone (1856-1865)
- Chiesa di Santa Maria Assunta[2], Reggiolo (1855-1858)
- Palazzo Vacchi, Imola (1865)
- Restauro della chiesa del Gesù, Mirandola (1866)
- Chiesa Plebana di Santa Maria Assunta, Pievepelago (1868-1871)
- Campanile della chiesa di Sant'Andrea Apostolo, Vitriola, Montefiorino (1873)